# Antonio Bietolini
Antonio Bietolini (Perugia, 13 giugno 1900 – Valdagno, 3 luglio 1944) è stato un partigiano italiano.
Durante la seconda guerra mondiale fu uno dei principali organizzatori della Resistenza italiana nel Veneto.

## Biografia
Terminati gli studi in un istituto tecnico cattolico, intraprese la professione di meccanico.
Membro del Partito Socialista Italiano e poi, dopo la scissione di Livorno, del Partito Comunista d'Italia, fu più volte vittima di aggressioni squadriste a causa delle quali abbandonò Perugia per trasferirsi prima a Milano e poi a Lecco, unendo sempre l'attività politica al lavoro. Nel 1926 si sposò con la vedova Giuseppina Sacchelli e l'anno seguente si spostò a Torino, dove sarebbe nato il figlio Spartaco.
Nel 1929 Bietolini venne arrestato mentre tentava di far espatriare la moglie del dirigente del PCdI Armando Fedeli. Liberato dopo 8 mesi di carcere con la condanna a tre anni di libertà vigilata, fu nuovamente incarcerato nel 1930 e condannato a 4 anni di prigione. Dopo due anni venne amnistiato in occasione del decennale della marcia su Roma, ma fu nuovamente arrestato nel 1933 a Roma. L'anno successivo fu condannato dal Tribunale speciale a 13 anni di carcere, scontati nelle prigioni di Castelfranco Emilia e Fossano, per venire poi amnistiato nel 1940.
Durante la seconda guerra mondiale lavorò in un'officina a Milano e fu protagonista dell'organizzazione di scioperi antifascisti nelle più grandi fabbriche cittadine, come Pirelli e Alfa Romeo.
Nel 1941 fu inviato dalla direzione del PCI in Veneto e divenne uno dei principali organizzatori della Resistenza in quella regione e in Friuli-Venezia Giulia. Stabilitosi a Cividale, iniziò dal 1942 a collaborare anche con la Resistenza jugoslava e funse da collegamento con il centro nazionale clandestino di Milano. All'inizio del 1943 contribuì a formare il "distaccamento Garibaldi", che fu il primo nucleo partigiano del Friuli e che dal giugno 1943 avrebbe operato in coordinazione con la brigata partigiana "Isonzo" slovena..
Umberto P. Massola, nel 1976 in La direzione del Pci in Italia 1940-1943, scrisse: (Nel tentativo di ricostruire la Direzione Pci cercai alcuni compagne/i affidabili)… "Di questi compagni ve ne erano cinque a Torino (Giuseppe Alciati, Leo Lanfranco, Rina Piccolato, e per i giovani: Nella Marcellino, Franco Montagnana). A Milano ve ne erano quattro (Antonio Bietolini, Piero Francini, Giosuè Casati e Piero Montagnani. Ad Asti uno (Giovanni Vogliolo), ad Empoli uno (Catone Ragionieri)". Bruno Tominez, nel 1974, scrisse: "Ero arrivato a Padova, dopo dieci anni trascorsi al confino, nel mese di maggio del 1943. Recapito e relativa parola d'ordine mi erano stati forniti tramite i compagni di Udine dal compagno Bietolini, il quale dal mese di marzo curava la federazione di Padova, mi pare quella di Treviso e Udine. A me venne affidata - da Roasio - la cura del Veneto e di Trento, a Bietolini Udine e Trieste" (7). Nel 1944 la direzione del PCI lo inviò a dirigere la federazione vicentina. Qui partecipò alla riuscita dello sciopero nazionale delle industrie del marzo 1944. Il 2 luglio si recò a Valdagno per organizzare un incontro tra i capi delle diverse brigate partigiane, in contrasto fra di loro, ignorando che fosse in corso una rappresaglia in risposta all'uccisione di Walter Führ, tenente del presidio tedesco della cittadina veneta. Catturato dai fascisti repubblichini in una locanda al centro del paese assieme ad altri sette antifascisti, fu consegnato ai tedeschi, che lo registrarono col nome di copertura di "Bruno Morassuti". Il maggiore Ludwig Diebold, comandante del distretto, ordinò la fucilazione di tutti, senza processo o interrogatorio; Bietolini fu fucilato il 3 luglio 1944 con altri sei partigiani, nel poligono di tiro di Valdagno, conservando il falso nome con cui sarebbe stato citato il giorno successivo nel manifesto affisso per il paese con cui i tedeschi annunciavano le fucilazioni eseguite. La tesi che l'arresto di Bietolini sia "dovuto a una tragica fatalità" viene smentita da una testimonianza di eccezione, quella del comandante partigiano di Cadoneghe Raimondo Zanella "Giani". Da una cassetta video, registrata dal prof. Diego Pulliero e di cui conservo una copia, alla fine degli anni '80 sono emerse due risposte ai vari quesiti rimasti sin ad allora insoluti. Il primo è sui modi di comunicare a distanza. Afferma la Marcella Zanella: "Io abitavo vicino a dove oggi c’è il “Casonetto” . È venuto “Mario”.  Avevano fatto una buca nella stanza dietro la mia e lì avevano messo la radiotrasmittente. Poi hanno messo la credenza sopra in modo che non si vedesse il buco.”  La seconda risposta smentisce la presunta casualità dell’arresto. Dice Raimondo Zanella “Giani”: “Bietolini era un politico che teneva contatto coi militari. Andava su è giù (dalla montagna alla pianura e viceversa – ndr.). Nel momento che si è portato a Vicenza ha avuto contatto coi militari e i politici. I servizi segreti di spionaggio di Padova “gli hanno passato la staffetta” e lo hanno fucilato. Allora si è provato di tutto, Io so chi è stato ma non si è potuto trovarlo. So chi è stato. Me lo ha detto Mazzucato prima di morire. Mazzucato mi ha detto chi ha fatto la spia e così e così.” (I Mazzucato furono giustiziati come rei confessi di alcuni omicidi – ndr) (6).